# گروه سمن اندونزی
گروه سمن اندونزی (انگلیسی: Semen Indonesia Group) شرکت مصالح ساختمانی اندونزیایی است، که در سال ۱۹۵۷ تأسیس شد.